# ENSEEIHT
L'ENSEEIHT (École nationale supérieure d'électrotechnique, d'électronique, d'informatique, d'hydraulique et des télécommunications), più conosciuta come N7, è una scuola di ingegneria francese con sede a Tolosa.

## Storia
L'ENSEEIHT aprì le sue porte per la prima volta nel 1907.

## Programmi
L'ENSEEIHT permette l'ottenimento del diploma di ingegneria in 5 specialità:
- Elettrotecnica ed Automatica
- Elettronica e Teoria dei segnali
- Informatica e Matematica applicata
- Idraulica e Meccanica dei fluidi
- Telecomunicazioni e Reti

Permette l'ottenimento di 7 Lauree specialistiche:
- Sistema embedded
- Sistema delle comunicazioni spaziali
- Nuove tecnologie delle energie
- Meccanica dei fluidi industriale
- Informatica
- Sistema di comunicazioni e reti

## Reti internazionali
L'ENSEEIHT intrattiene relazioni bilaterali con università in 25 paesi e propone 5 master congiunti con università estere.

### Master congiunti
- Georgia Institute of Technology, Atlanta
- Clemson University
- Università della California, Davis
- Università dell'Illinois - Urbana-Champaign
- Università di Saragozza

### Relazioni bilaterali
In Europa (Progetto Erasmus) ;
- Imperial College
- RWTH Aachen
- Technische Universität Berlin
- Hochschule Darmstadt
- Technical University of Hamburg
- Università di Hannover
- Università di Stoccarda
- Fachhochschule München
- Politecnico di Torino
- Università degli Studi di Napoli Federico II
- Universidad Politécnica de Madrid
- Università di Salamanca
- Università di Uppsala
- Università di tecnologia Chalmers
- Università di Lund
- Trinity College, Dublino
- Vrije Universiteit Brussel
- Università Cattolica di Lovanio
- Katholieke Universiteit Leuven
- Faculté polytechnique de Mons

Nelle Americhe  ;
- Ecole Polytechnique de Montréal
- Università McGill
- Università Concordia
- Università Laval
- Università di Sherbrooke
- TEC di Monterrey
- Universidad Autónoma di Baja California
- Università fédérale di Santa Catarina, Florianópolis
- Universidade Federal do Rio Grande de Norte, Natal

In Asia/Océania ;
- Shanghai Jiao Tong University
- Università di Hong Kong
- Università di Sydney
- Massey University